# Soldado Milhões
Aníbal Augusto Milhais CvTE • MPCG (Valongo, Murça, 9 de Julho de 1895 – Valongo de Milhais, Murça, 3 de Junho de 1970), mais conhecido por Soldado Milhões, foi o soldado português mais condecorado da I Guerra Mundial e o único militar português condecorado com a mais alta honraria nacional, a Ordem Militar da Torre e Espada, do Valor, Lealdade e Mérito, no campo de batalha em vez da habitual cerimónia pública em Lisboa.

## Infância
Aníbal Augusto Milhais nasceu às 6 horas da manhã do dia 9 de julho e foi batizado a 21 de julho de 1895, na então denominada freguesia de Valongo, filho de António Manoel e Umbelina Rosa Milhais, "jornaleiros" (agricultores) e naturais da mesma freguesia.

## História
Na Batalha de La Lys a 2.ª Divisão do Corpo Expedicionário Português foi completamente desbaratada, sacrificando-se nela muitas vidas, entre os mortos, feridos, desaparecidos e capturados como prisioneiros de guerra.

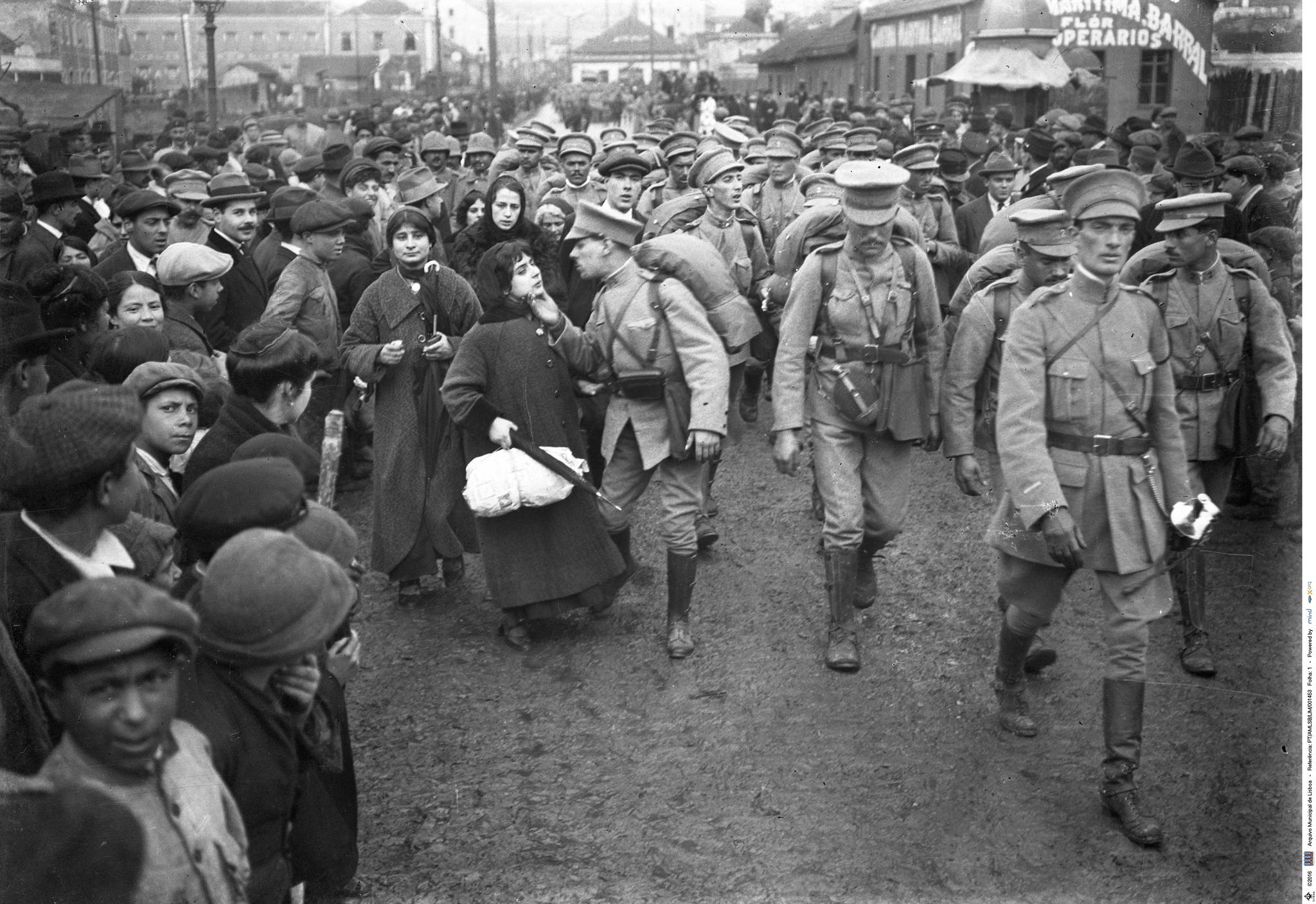
Partida de tropas portuguesas para França.

No meio do caos, distinguiram-se vários homens, anónimos na sua maior parte. Porém, um nome ficou para a História, deturpado, mas sempiterno: o Soldado Milhões.
De seu verdadeiro nome Aníbal Augusto Milhais, viu-se sozinho na sua trincheira, apenas munido da sua arma, uma metralhadora Lewis, conhecida entre os lusos como a Luísa. Munido de coragem, enfrentou sozinho as colunas alemãs que se atravessaram no seu caminho, o que em último caso permitiu a retirada de vários soldados portugueses e ingleses para as posições defensivas da retaguarda. Vagueando pelas trincheiras e campos, ora de ninguém ora ocupados pelos alemães, o Soldado Milhões continuou ainda a fazer fogo esporádico, para o qual se valeu de cunhetes de balas que foi encontrando pelo caminho. Quatro dias depois do início da batalha, encontrou um médico escocês, salvando-o de morrer afogado num pântano. Foi este médico, para sempre agradecido, que deu conta ao exército aliado dos feitos do soldado transmontano.
Regressado a um acampamento português, o comandante Ferreira do Amaral saudou-o, dizendo o que ficaria para a História de Portugal, "Tu és Milhais, mas vales Milhões!".
A 17 de abril de 1920, casou civilmente em Murça com Teresa de Jesus.
Morreu a 3 de junho de 1970, em Valongo de Milhais, sua terra natal.

## Homenagens
- Agraciado com a Ordem Militar da Torre e Espada, do Valor, Lealdade e Mérito e várias condecorações estrangeiras.[5]
- Em 5 de julho de 1924 o Parlamento alterou o nome da povoação de Valongo, para Valongo de Milhais.[6]
- Medalha do Soldado Milhões, Câmara Municipal de Murça do escultor Laureano Eduardo Pinto Guedes (1970)[7].

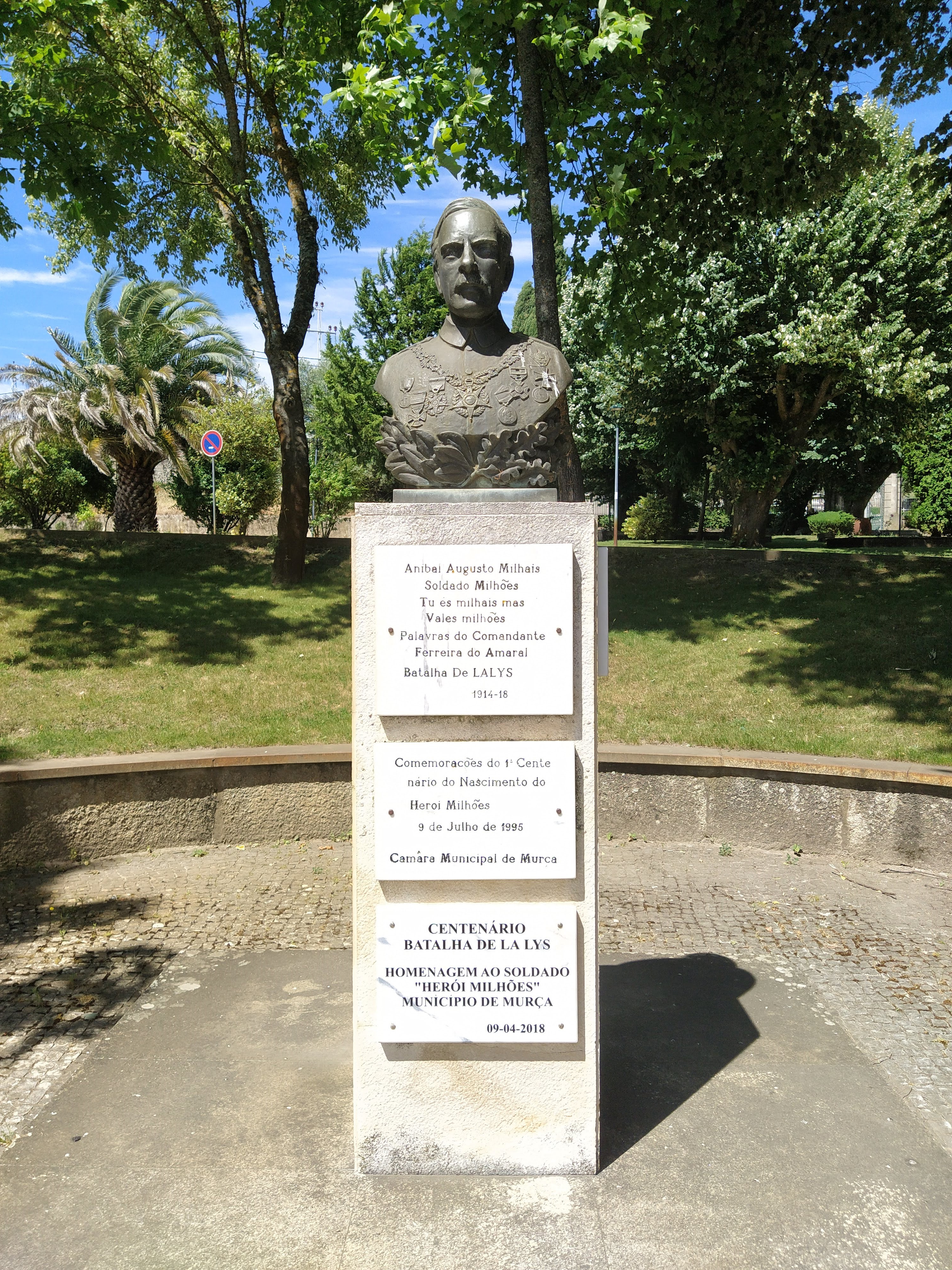
Busto do Soldado Milhões, na Praceta Herói Milhões em Murça.

- Busto do Soldado Milhões, na Praceta Herói Milhões em Murça.Busto do Soldado Milhões, na Praceta Herói Milhões em Murça do escultor Laureano Eduardo Pinto Guedes (1972-1973)[8].
- Exposição permanente do espólio (pistola, caderneta militar e medalhas) no Museu Militar do Porto [9]
- A casa onde nasceu foi transformada em museu inaugurado em 10 de abril de 2023, pelo presidente da república Marcelo Rebelo de Sousa.

##### Na Banda desenhada
- O Soldado Milhões, de Augusto Trigo, baseado num texto de A. Guilhermino Pires, Jornal do Exército nº 335 (1987/88)[10].

##### No cinema
- Soldado Milhões (Ukbar Filmes, 2018)

##### Na literatura
- Milhões: Tragicomédia em 2 Atos, de José Leon Machado. Edições Vercial: Braga, 2018.

## Condecorações

### Nacionais
- Cavaleiro da Ordem Militar da Torre e Espada, do Valor, Lealdade e Mérito de Portugal (1918/08/31)
- Medalha Militar da Cruz de Guerra de 1.ª Classe de Portugal (1918)
- Medalha da Vitória de Portugal (1919)
- Medalha Comemorativa das Campanhas – França 1917-1918 de Portugal (1919)

### Estrangeiras
- Cavaleiro da Ordem Nacional da Legião de Honra de França (1918)
- Medalha de Ouro da Ordem de Leopoldo II da Bélgica (1918)